# 2018년 상하이 국제 영화제
제21회 상하이 국제 영화제는 2018년 6월 16일에 열린 시상식이다.

## 수상 및 후보

### 금잔작품상
- 아웃 오브 파라다이스 - 바트바야 초그슴 수상

### 금잔심사위원대상
- 아랍강색 - 송태가 수상

### 금잔감독상
- 트랜슬레이터 - 로드리고 바리우소 외 1명 수상

### 금잔각본상
- 아랍강색 - 짜시다와 외 1명 수상

### 금잔촬영상
- 프라이데이즈 차일드 - 제프 비어만 수상

### 금잔남우주연상
- 프라이데이즈 차일드 - 타이 쉐리던 수상

### 금잔여우주연상
- 타두삭 - 이사벨 블라신 수상

### 금잔예술상
- 카니보스 - 제레미 레니에 외 1명 수상

### 금잔다큐멘터리상
- 더 롱 시즌 - 레오나르드 레텔 헴리히 수상

### 금잔애니메이션상
- 이별의 아침에 약속의 꽃을 장식하자 - 오카다 마리 수상

### 금잔상-장편영화
- 프라이데이즈 차일드 - A.J. 에드워즈
- 아랍강색 - 송태가
- 애즈 그린 애즈 잇 겟츠 - 플로리안 갈렌베르거
- 카니보스 - 제레미 레니에 외 1명
- 고양이는 안는 것 - 이누도 잇신
- 해트릭 - 람틴 라바피포
- 홀 인 더 헤드 - 피오트르 수보트코
- LOST, FOUND - LV Yue
- 아웃 오브 파라다이스 - 바트바야 초그슴
- 타두삭 - 마틴 라로체
- 트랜슬레이터 - 로드리고 바리우소 외 1명
- 더 웨이 투 맨델리 - 올레 보르네달
- 웨얼 아이브 네버 리브드 - 파올로 프란키

### 금잔상-다큐멘터리
- 크라임+퍼니시먼트 - 스티븐 T. 메잉
- 인 마이 아이즈 - 이한
- 마이 에너미, 마이 브라더 - 안 신
- 원 오브 어스 - 헤이디 에윙 외 1명

### 금잔상-애니메이션
- 호프마니아다 - 스탠니슬라브 소코로브
- MAGICAL CIRCUS - 토니 밴크로프트
- S HE - ZHOU Shengwei
- 화이트 팡 - 알렉상드르 에스피가레

### 트리뷰트 투 더 마스터즈
- 모니카와의 여름 - 잉그마르 베르히만
- 산딸기 - 잉그마르 베르히만
- 제7의 봉인 - 잉그마르 베르히만
- 페르소나 - 잉그마르 베르히만
- 처녀의 샘 - 잉그마르 베르히만
- 창문을 통해 어렴풋이 - 잉그마르 베르히만
- 침묵 - 잉그마르 베르히만
- 늑대의 시간 - 잉그마르 베르히만
- 외침과 속삭임 - 잉그마르 베르히만
- 가을 소나타 - 잉그마르 베르히만
- 화니와 알렉산더 - 잉그마르 베르히만

### 4K 레스터레이션
- 니스에 관하여 - 장 비고
- 장 타리스, 물의 왕 - 장 비고
- 품행 제로 - 장 비고
- 라탈랑트 - 장 비고
- Young Devilsin School - 장 비고
- WinterShooting - L묨talante,Rushes and Outtakes - 장 비고

### SIFF 클래식
- 시씨 - 1부 - 언스트 마리슈카
- 시씨 - 2부 - 언스트 마리슈카
- 시씨 - 3부 - 언스트 마리슈카
- 어셔가의 몰락 - 장 엡스탱

### 일본영화
- 8년에 걸친 신부 - 제제 타카히사
- 더 블러드 오브 울브스 - 시라이시 카즈야
- 모리가 있는 곳 - 오키타 슈이치
- 이누야시키 - 사토 신스케
- 하늘을 나는 타이어 - 모토키 가츠히데
- 라플라스의 마녀 - 미이케 다카시

### 다큐멘터리
- 미세스 팡 - 왕빙
- 뉴욕 라이브러리에서 - 프레더릭 와이즈먼
- Sennan Asbestos Disaster - 하라 카즈오
- 12일 - 레이몽 드파르동
- 제인 - 브렛 모겐
- 바르다가 사랑한 얼굴들 - 아녜스 바르다 외 1명
- 블루 노트 레코드: 비욘드 더 노트 - 소피 허버
- 마리아 바이 콜스: 인 허 오운 워즈 - 톰 볼프
- 스테머링 발라드 - 장 난
- 하바나 디바스 - S. 루이사 웨이
- 인 프레이즈 오브 낫띵 - 보리스 미틱
- 세일즈맨 - 알버트 메이슬리스 외 2명

### 애니메이션
- 아스파라거스에 관한 에로틱 판타지 - 수잔 피트
- 절망의 조이 스트리트 - 수잔 피트
- 엘 닥터 - 수잔 피트
- 비지테이션 - 수잔 피트
- 핀볼 - 수잔 피트
- 수잔 피트: 퍼시스턴스 오브 비전 - 수잔 피트

### 영국영화 + 여성작가
- 유 워 네버 리얼리 히어 - 린 램지
- 폭풍의 언덕 - 안드레아 아놀드
- 언 애듀케이션 - 론 쉐르픽
- 센스 앤 센서빌리티 - 이안
- 올란도 - 샐리 포터
- 꿀맛 - 토니 리차드슨